# 풋볼 리그 2부
풋볼 리그 2부(Football League Second Division)는 1892년부터 1992년까지 마음을 잉글랜드 축구에서 두 번째로 높은 리그였다.
1992년 프리미어리그가 출범하면서 풋볼리그 2부는 1992-93시즌부터 2003-04시즌까지 풋볼리그의 강압적인 이유로 풋볼리그 1으로 다시 한번 명칭을 변경하으며 EFL 리그 원이 되었다

## 역사
1888년에 윌리엄 맥그리거는 런던과 맨체스터에서 12개 클럽팀과 회의를 열고, 리그 대회 개최에 초점을 맞추었다. 1888년 3월 22일에 런던에서 열린 회의에서, 주요 쟁점은 FA컵에서 조기 탈락한 팀들은 1년 내내 아무런 경기 없이 보내야 하는데, 이는 클럽의 경제적 문제 뿐만 아니라, 팬들 역시 지루해 한다는 것이었다. 이 문제는 4월 17일에 맨체스터에서 최종적으로 결론지어졌다.
그리하여 풋볼 리그가 만들어졌고, 일정은 참가 클럽간에 결정되었다. 처음 12개 클럽팀들은 풋볼리그의 창립 멤버가 되었다.
그 당시 라이벌 리그였던 풋볼 얼라이언스가 있었는데, 1892년에 공식적으로 두 리그를 합병하기로 결정하여, 풋볼 리그 2부 디비전을 새로이 만들었다. 여기에는 대부분의 풋볼 얼라이언스 팀들로 구성되었고, 풋볼 얼라이언스 팀 가운데 상위 세 팀은 풋볼 리그 1부에 참가하게 되었다.

## 개요
2부 디비전은 1892년에 12개 클럽으로 시작되었다. 이 12개 클럽 대다수는 풋볼 얼라이언스에서 플레이하던 팀이었다. 초기 멤버는 아드윅, 부틀, 버튼 스위프츠, 크루 알렉산드라, 다웬, 그림스비 타운, 링컨 시티, 노스위치 빅토리아, 포트 베일, 셰필드 유나이티드, 스몰 히스, 월솔이었다. 맨체스터 시티는 7회 우승으로 잉글랜드 2부리그 최다 우승 기록을 가지고 있다.
참가 팀의 확대는 아래와 같이 이루어졌다.
- 1892 - 12
- 1893 - 15
- 1894 - 16
- 1898 - 18
- 1905 - 20
- 1919 - 22
- 1987 - 23
- 1988 - 24

처음 몇 년간에는 1부 리그와의 자동승강제가 존재하지 않았다. 그 대신, 2부 리그의 우승 팀을 포함한 몇몇 상위팀과 1부 리그의 하위팀간에 테스트 매치를 통해 1부 리그로의 승격을 결정하였다. 1892-93시즌 2부 우승 팀이었던 스몰 히스는 뉴튼 히스와의 테스트 매치에서 패배하여 승격이 거부되었다. 그러나 2위 팀이었던 셰필드 유나이티드는 애크링턴을 누르고 최초로 1부로 승격하는 팀이 되었다. 테스트 매치는 1898년에 번리와 스토크간에 승부 조작으로 인하여 폐지되었다.
풋볼 리그 3부로의 강등은 1920-21시즌부터 새로이 남부 클럽팀들을 중심으로 3부 디비전이 생기게 되면서 실시되었다. 처음 강등된 팀은 1919-20시즌에 최하위였던 그림스비 타운이었다. 다음 시즌에 3부 북부와 3부 남부로 나뉘면서 하위 두 팀이 지리적 위치에 따라 강등되었다. 3부 리그는 1958-59시즌에 다시 통합되었고, 강등팀은 여전히 두 팀으로 유지되었다가, 1974년부터 하위 세 팀이 강등되게 되었다.

## 이전 리그 우승 팀
- 1893년부터 1992년까지는 잉글랜드 풋볼 리그 챔피언십과 이전 우승 팀 목록 참조.
- 1993년부터 2004년까지는 잉글랜드 풋볼 리그 1과 이전 우승 팀 목록 참조

## 플레이오프 우승 팀
- 1987년부터 1992년까지는 풋볼 리그 챔피언십 플레이오프 참조
- 1993년부터 2004년까지는 풋볼 리그 1 플레이오프 참조

## 같이 보기
- 풋볼리그
- 풋볼리그 1부
- 풋볼리그 3부
- 풋볼리그 4부